# Asociación Mexicana para la Educación Internacional
La Asociación Mexicana para la Educación Internacional (AMPEI), fundada en julio de 1992, es una asociación sin fines de lucro, cuya misión es coadyuvar al fortalecimiento de la calidad académica de las instituciones mexicanas de educación  por medio de la cooperación internacional.
Patrocinada con fondos otorgados por diferentes organismos que apoyan a instituciones de educación superior a nivel internacional, así como por sus cuotas anuales de incorporación, la AMPEI mantiene nexos de colaboración con organizaciones internacionales de la educación superior de su tipo como NAFSA (Estados Unidos), CONAHEC (América del Norte), EAIE (Europa), CBIE (Canadá), etc.
La AMPEI es además miembro fundador de la Red Internacional de Asociaciones de la Educación Internacional (Network of International Education Associations) 

## Misión
Promover en México la inclusión de la dimensión internacional en la formación de personas capaces de desempeñarse eficazmente en una sociedad multicultural para contribuir al entendimiento, el respeto y la tolerancia en el mundo. Para ello, podrá realizar actividades de intercambio educativo, de investigación, de análisis, de difusión, de información y de estudios de revalidación y acreditación, entre otros.

## Objetivos
Los objetivos de la Asociación Mexicana para la Educación Internacional, Asociación Civil serán, en forma enunciativa y no limitativa, los siguientes:
- Fortalecer y consolidar a la AMPEI como uno de los actores principales para el desarrollo de la dimensión internacional de la educación en México.
- Promover el mejoramiento profesional de sus Asociados.
- Desarrollar y recomendar principios, políticas y prácticas que propicien la educación y la investigación conjunta, tanto entre sus Asociados como entre ellos y colegas en otros países.
- Captar, sistematizar, difundir y publicar información relevante para la misión de la Asociación. E. Representar los intereses de sus Asociados ante organismos nacionales e internacionales.
- Fomentar y organizar reuniones y eventos académicos o profesionales en materia de educación internacional.
- Establecer y mantener principios y buenas prácticas en la educación internacional.

## Antecedentes
La AMPEI se fundó en 1992. Su primera presidenta fue la Dra. Sylvia Ortega Salazar, entonces Rectora de la Universidad Autónoma Metropolitana-Azcapozalco.

## Internacionalización de la educación superior en México[2]
El enfoque hacia la internacionalización de las instituciones de educación superior en México es un fenómeno relativamente reciente que se remonta apenas a la década de los 90s.
Concordante con tendencias internacionales, en unos cuantos años las universidades mexicanas han ido creando estructuras organizacionales dedicadas a actividades tales como la firma de convenios internacionales e intercambios de alumnos. Son aun pocas las universidades que han profundizado su estrategia de internacionalización para incluir esfuerzos para la adecuación de la curricula de sus programas académicos hacia un enfoque internacional
Asimismo, a nivel gubernamental, aunque se han desarrollado algunos programas encaminados a contribuir a la movilidad internacional de estudiantes, el tema de la internacionalización suele ser parte de los discursos de los funcionarios educativos en turno pero esto es más retórico que efectivo, en tanto que el nivel de apoyo financiero es simbólico.

## Actividades de AMPEI
AMPEI realiza diferentes actividades relacionadas con:
- Programas de capacitación dirigidos a profesionales del intercambio académico.
- Promoción del intercambio académico y la colaboración entre Instituciones de Educación Superior de México y el extranjero.
- Investigación y análisis de los procesos de gestión de las actividades de intercambio académico.
- Recomendación de políticas y prácticas encaminadas a fortalecer la internacionalización de la educación superior en México.
- Representación de los intereses de los miembros ante organismos nacionales e internacionales.
- Organización de la Reunión Anual.

## Liderazgo
La AMPEI cuenta con un Consejo Directivo y un Consejo Consultivo Externo.
La actual Presidenta de la AMPEI es América M. Lizárraga González, de la Universidad Autónoma de Sinaloa. 
Sus presidentes anteriores han sido:
- Sylvia Ortega-Salazar, Universidad Autónoma Metropolitana

- Jocelyne Gacel-Ávila, Universidad de Guadalajara

- Ofelia Cervantes, Universidad de las Américas (UDLAP)

- Martín Pantoja, Universidad de Guanajuato

- Antonio Ozuna, Universidad Panamericana- Guadalajara

- Norma Juárez, Universidad Autónoma del Estado de Morelos

- Thomas Buntru, Universidad de Monterrey

- Alicia Cabrero, Universidad Autónoma de San Luis Potosí

## Consejo Directivo 2016-2017
- Presidenta: M.C. AMÉRICA M. LIZÁRRAGA GONZÁLEZ
- Vicepresidenta: MC. ALEJANDRA OROZCO IRIGOYEN
- Secretario: DR. ROBERTO VILLERS AISPURO
- Tesorero: MTRO. RAFAEL CRAVIOTO TORRES
- Vocal: DRA. ROSA GRACIELA MONTES MIRÓ
- Vocal: DRA. JOCELYNE GACEL-ÁVILA